# Hulett
Hulett – miasto w Stanach Zjednoczonych, w stanie Wyoming, w hrabstwie Crook.